# Санца
Санца (итал. Sanza) је насеље у Италији у округу Салерно, региону Кампанија.
Према процени из 2011. у насељу је живело 2247 становника. Насеље се налази на надморској висини од 536 м.

## Становништво
| 1931. | 1936. | 1951. | 1961. | 1971. | 1981. | 1991. | 2001. | 2011. |
| ----- | ----- | ----- | ----- | ----- | ----- | ----- | ----- | ----- |
| 2.439 | 2.827 | 3.295 | 3.253 | 3.295 | 3.206 | 3.071 | 3.006 | 2.697 |